# Feliciano de Bettencourt de Vasconcelos
Feliciano de Bettencourt de Vasconcelos (século XVII) foi fidalgo cavaleiro da Casa Real, capitão das Ordenanças de Angra do Heroísmo, senhor e herdeiro da casa e morgados de seus passados.

## Biografia
Desposou a sua prima D. Clara Maria da Silveira Bettencourt. Esta era filha de Vital de Bettencourt de  Vasconcelos que foi cavaleiro fidalgo da Casa Real. Cavaleiro da ordem de Cristo acto de 27 de Março de 1643. Foi agraciado também, por alvará de 8 de Agosto de 1647, com uma comenda de lote até 80$000 réis. (Moeda da altura). Foi provedor dos resíduos dos órfãos e capelas da ilha Terceira, e teve o posto de capitão-mór de Angra do Heroísmo, para o qual foi eleito em 16 de Maio de 1671. foi mãe de D. Clara a segundo esposa de Vital Bettencourt, D. Maria do Canto da Silveira.
Filhos de Feliciano de  Bettencourt de Vasconcelos e D. Clara Maria da Silveira Bettencourt: 
1. - João de Bettencourt de Vasconcelos, Casou com D. Joana de Sousa de Bettencourt.

1. - Vital de Bettencourt. Foi clérigo.

1. - Henrique de Bettencourt.

1. - D. Margarida de Bettencourt de Vasconcelos, que casou com Francisco do Canto.

1. - D. Felipa Margarida de Bettencourt, que casou com Guilherme Pereira Marramaque.

1. - D. Madalena de Bettencourt, que casou com Francisco do Canto de Castro de Vasconcelos e Silveira.

1. - D. Felicia Clara, Religiosa no convento da Conceição de Angra do Heroísmo.

1. - D. Joana Josefa, Religiosa no convento da Conceição de Angra do Heroísmo.

( - D. Bernarda Margarida, Religiosa no convento da Conceição de Angra do Heroísmo.